# 加鲁查
加鲁查（西班牙語：Garrucha），是西班牙安达卢西亚自治区阿尔梅里亚省的一个市镇。 总面积8km2, 总人口5514人（2001年），人口密度689人/km2。

## 友好城市
- 法國 唐斯